# 固穆 (郭尔罗斯部)
固穆（？—1643年），博尔济吉特氏，郭尔罗斯部人，清朝蒙古王公、将领，科尔沁部莽古斯叔叔乌巴什的孙子，莽果之子。
天聪七年（1633年），归顺后金，献驼马。天聪八年（1634年），跟随皇太极出征明朝，入上方堡，由宣府攻打朔州。崇德元年（1636年），封札萨克辅国公（郭尔罗斯后旗），崇德二年（1637年）随承政尼堪由朝鲜进征瓦尔喀，至吉木海，击败朝鲜王朝的平壤、安州及安边道援兵。崇德三年（1638年）再次随军攻明朝，由义州进围中后所。